# Sarnesfield
Sarnesfield – wieś i civil parish w Anglii, w hrabstwie Herefordshire. W 2001 roku civil parish liczyła 50 mieszkańców. Sarnesfield jest wspomniana w Domesday Book (1086) jako Sarnesfelde.